# Eric Mueller
Eric C. Mueller (født 6. november 1970 i Kansas City, Missouri, USA) er en amerikansk tidligere roer.
Mueller vandt sølv ved OL 1996 i Atlanta, som del af den amerikanske dobbeltfirer. Bådens øvrige besætning var Tim Young, Brian Jamieson og Jason Gailes. Amerikanerne blev i finalen besejret af Tyskland, mens Australien tog bronzemedaljerne. Han deltog desuden i disciplinen firer uden styrmand ved OL 2000 i Sydney, hvor amerikanerne endte på 5. pladsen.

## OL-medaljer
- 1996:  Sølv i dobbeltfirer